# سديم الحلزون

صورة توضح لمعان السديم في السماء كما التقطه تلسكوب هابل الفضائي.

سديم الحلزون (المعروف أيضًا باسم NGC 7293 أو كالدويل 63، بالإنجليزية: Helix Nebula)، هو سديم كوكبي يقع في كوكبة الدلو. اكتشفه كارل لودفيج هاردينج على الأرجح قبل عام 1824، وهو أحد أقرب السدم الكوكبية اللامعة إلى الأرض، حيث حدد مسبار غايا الفضائي بعده عن الأرض بحوالي 655±13 سنة ضوئية. وهو مشابه في المظهر لسديم عين القط وسديم الحلقة، حيث يتشابه حجمهما وعمرهما وخصائصهما الفيزيائية مع سديم دمبل، ويختلفان فقط في قربهما النسبي والمظهر من زاوية الرؤية الاستوائية. يُشار أحيانًا إلى سديم الحلزون باسم "عين الرب" في الثقافة الشعبية، بالإضافة إلى "عين ساورون".

## معلومات عامة
يبلغ قدره الضوئي الظاهري +6,30،  ويبلغ اتساع قطره الظاهري 16.0' × 28.0'. وهو كبير نظرًا لقربه من الأرض حيث يبلغ اتساعه نحو نصف اتساع القمر، مما يمكن من رصد هالته وتبين تكويناتها الغازية الكروية الأشكال.
ورغم أنه قد اكتشف في عام 1825 إلا أنه بواسطة تلسكوب هابل الفضائي استطاع العلماء عام 1996 استبيان عقد في هالته لم ترَ من قبل. وبدراستها استطاعوا معرفة الكثير عن نشأة السدم الكوكبية. كما طرحت تساؤلات أخرى، فهل تشكلت العقد أثناء انفجار النجم الأصلي الذي طرح بهذه الهالة الغازية إلى الفضاء أم أنها نشأت من نشاط النجم نفسه قبل انفجاره. كذلك لم يتضح لنا بعد عما إذا كانت العقد الغازية لها حركة هيدرودينامية أم هي غازات متأينة تأينت من تأثير القزم الأبيض الموجود في وسط السديم. (عندما يكبر نجم في حجم الشمس في العمر ترتفع درجة حرارته شديدا - من نحو 14 مليون درجة إلى نحو 25 مليون درجة مئوية - وبالتالي يتمدد ويتسع غلافه الخارجي الغازي فيصل إلى نحو 2 وحدة فلكية، ثم ينطفيء التفاعل النووي في النجم وينهار على نفسه تحت تأثير الجاذبية ويصبح قزما أبيضا. وهذا هو ماحدث للنجم الأصلي الذي نتج عنه سديم الحلزون. بالنسبة للشمس فهي الآن في وسط عمرها حيث يبلغ عمرها نحو 5و4 مليار سنة. وخلال الخمسة مليارات سنة القادمة ستكبر عند اقتراب استهلاكها لوقود الهيدروجين وتصبح عملاق أحمرا حيث تبتلع الأرض ويصل نصف قطرها إلى نحو مدار المريخ ثم ينهار قلبها المكون من عناصر ثقيلة كالحديد والنيكل على نفسه تحت تأثير الجاذبية فيصبح قزما أبيضا مثل سديم الحلزون.

## صور للسديم
تتقدم معرفتنا لتكوينات الأجرام السماوية عن طريق رصدها في إطارات مختلفة للأشعة القادمة إلينا منها. فالصور المعتادة المرصودة للضوء المرئي هي أبسط أنواع الأرصاد. يكملها رصد في نطاق الأشعة فوق البنفسجية تبين الأماكن الشديدة الطاقة، أما الأماكن في الجرم السماوي الأشد طاقة فهي تصدر أشعة في نطاق أشعة إكس وأشعة غاما وهذه تبين مناطق تحدث فيها تفاعلات نووية. الصور التالية تبين تلك المناطق المختلفة في سديم الحلزون. رصد الأشعة تحت الحمراء القادمة منه تبين مناطقا غازية فيه، حيث تأتيها طاقة إشعاعية من القزم الأبيض المركزي تعمل على غثارة الغاز فيشع تلك الموجات، وبتحليل تلك الموجات بالمطياف يمكن معرفة تكوين الغاز من غازات مختلفة مثل الهيدروجين والأكسجين وغيرها.

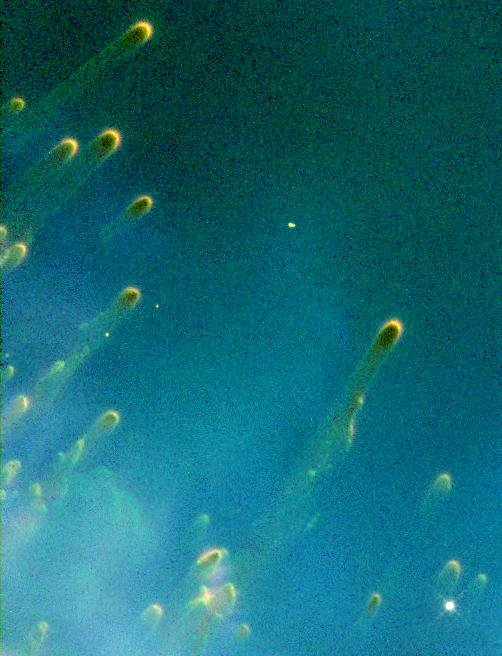
صور تفصيلية للعقد الغازية في داخل سديم الحلزونالتقطها تلسكوب هابل الفضائي للضوء المرئي.
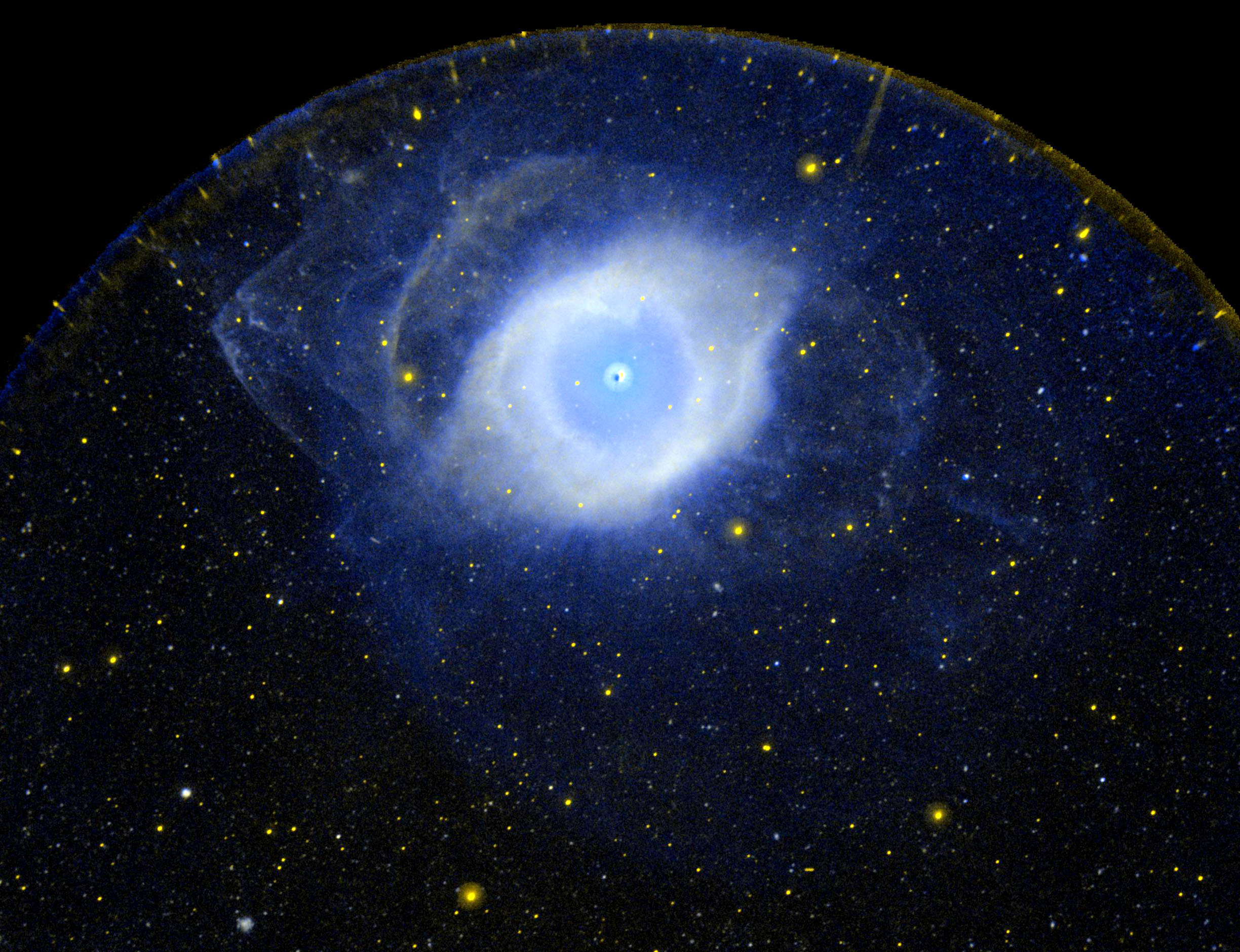
صورة للأشعة فوق البنفسجية التقطها مسبار الفضاء  GALEX.
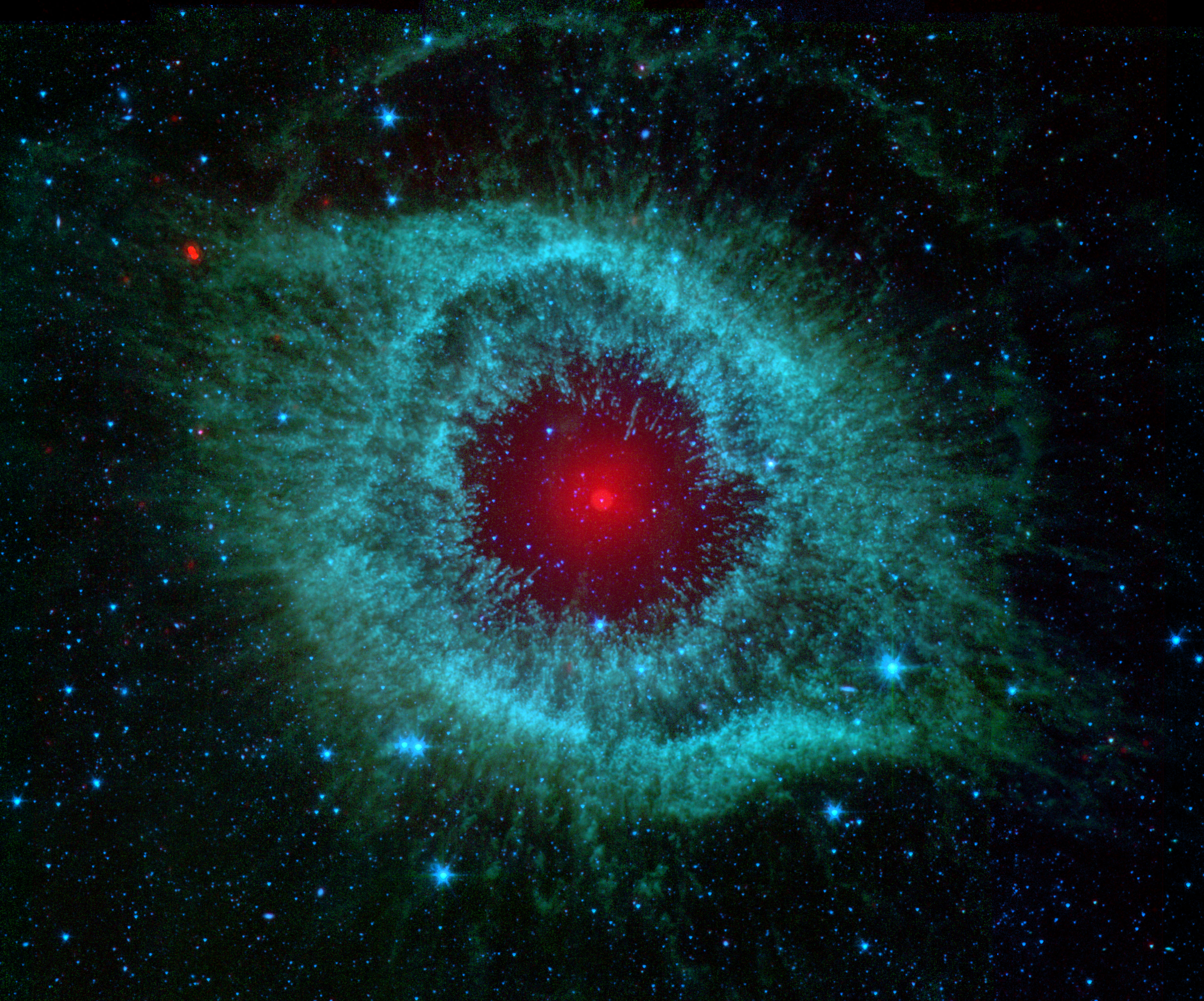
صور للأشعة تحت الحمراء التقطها مرقب سبيتزر الفضائي : أزرق 3,6–4,5 µm; أخضر 5,8–8 µm; أحمر 24 µm (هذه هي أطوال موجة الأشعة التي تم رصدها ، وكل منها يعبر عن نوع من الغازات في السديم ).
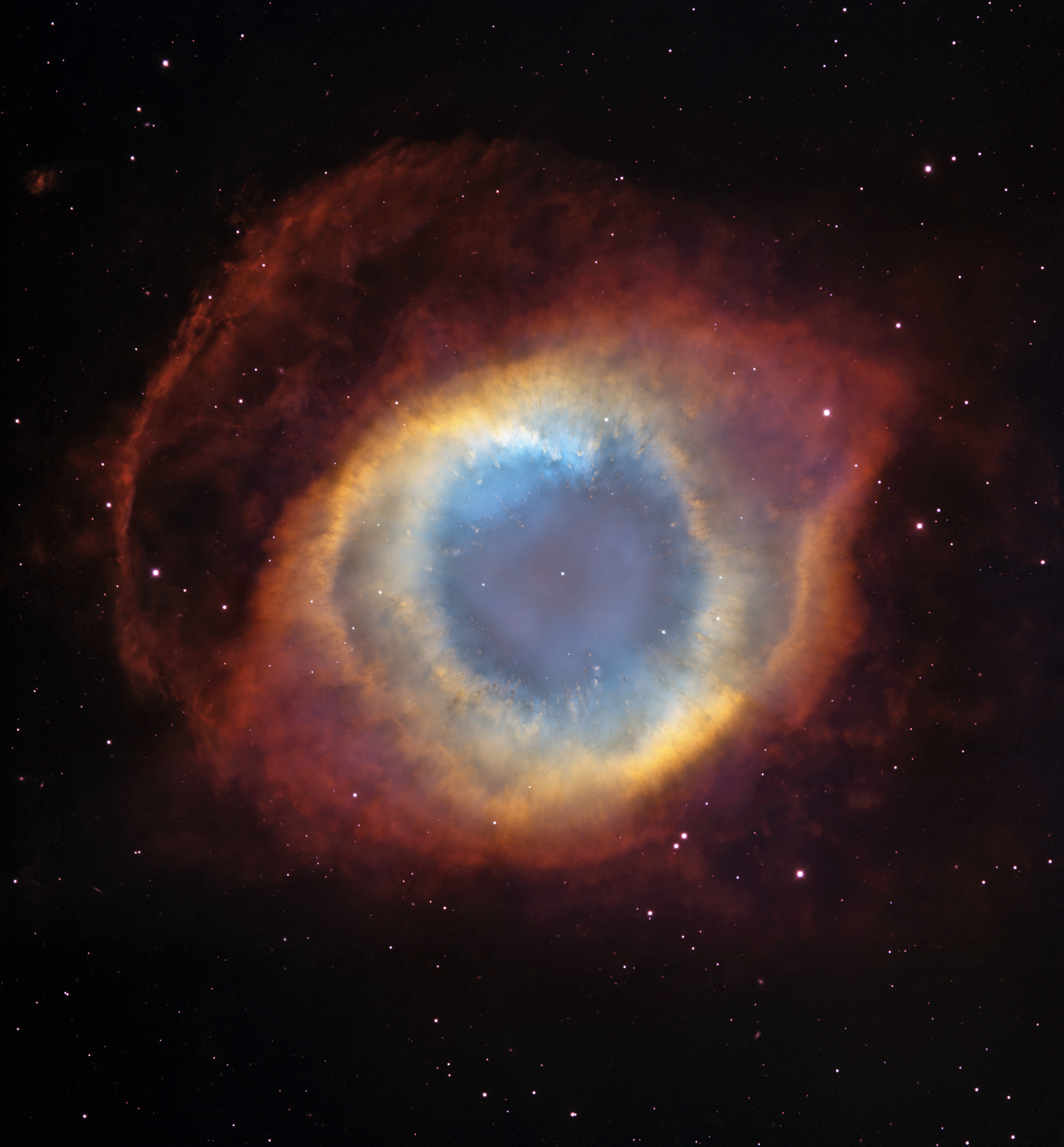
صورة NGC7293 بواسطة تلسكوب هابل الفضائي

## وصفــه العام
سديم الحلزون يعطينا مثلا للسديم الكوكبي الذي يتكون عند نهاية عمر النجم خلال مراحل تطوره. يطرد النجم عند وصولة إلى قرب نهاية عمره طبقاته الغازية العليا بعيدا عنه، ونحن نراها في هيئة تلك الهالة كما لو كنا نشاهد شكلًا حلزونيًا. تشع بقايا النجم الموجود في المركز أشعة شديدة تعمل على إثارة غازات الهالة التي تصدر بدورها أضواء. بقايا النجم المركزي هي الآن في مرحلة تحوله إلى قزم أبيض. يشع النجم المركزي أشعة ذات طاقة عالية تعمل على أن أن يشع الغاز في الهالة وتتألق ضوءًا فلوريا.
استطاع العلماء تعيين سرعة ابتعاد الهالة عن بقايا النجم المركزي وقدروها بنحو 31 km·s−1. ومنها استطاعو حساب عمر السديم (أي الوقت منذ بدأ النجم طرد غلافه الغازي) وقدروه 10,600+2,300
−1,200 من السنين (10.600 سنة مع احتمال خطأ قدره 2.300 سنة أو -1.200 سنة أي منذ 9.400 إلى 12.900 سنة).

## بنيته

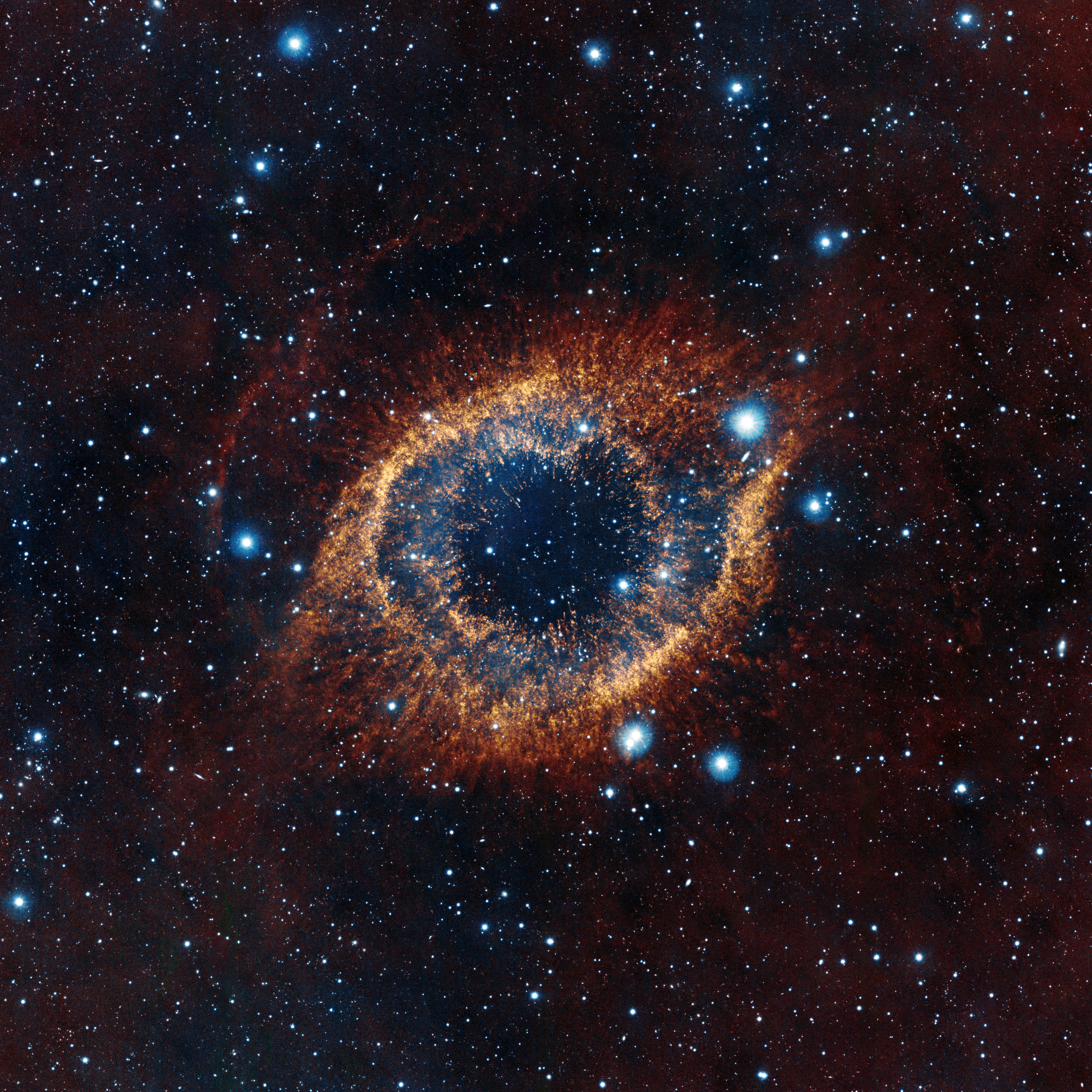
صورة للأشعة تحت الحمراء الصادرة من NGC 7293 سجلها تلسكوب فيستا.

يعتبر شكل سديم الحلزون شكلًا بيضويًا وتزداد فيه الكثافة في القرص عبر خط استوائه. يميل محور هذا الشكل البيضوي بين 21 درجة إلى 37 درجة عن اتجاه رؤيتنا له. يبلغ اتساع القرص الداخلي 8×19 دقيقة قوسية ويقدر قطره 52و0 فرسخ فلكي، والإطار الوسطي فيبلغ اتساع قطره 12×22 دقيقة قوسية (نحو 77و0 فرسخ فلكي)، أما الحلقة الخارجية فيبلغ قطرها نحو 25 دقيقة قوسية، تعادل 76و1 فرسخ فلكي. ونرى الحلقة الخارجية مسطحة من إحدى الجهات بسبب اصتدامها بالوسط بين النجمي المحيط.
من معدل تمدد البنية العامة للسديم يقدر أن تمدده بدأ منذ 6560 سنة إلى 12100 سنة بالنسبة للقرص الداخلي ويبين الفححص المطيافي للحلقة الخارجية أنها تتمدد بسرعة 40 km·s−1، وبالنسبة للحلقة الداخلية بسرعة 32 km·s−1.

## العقد

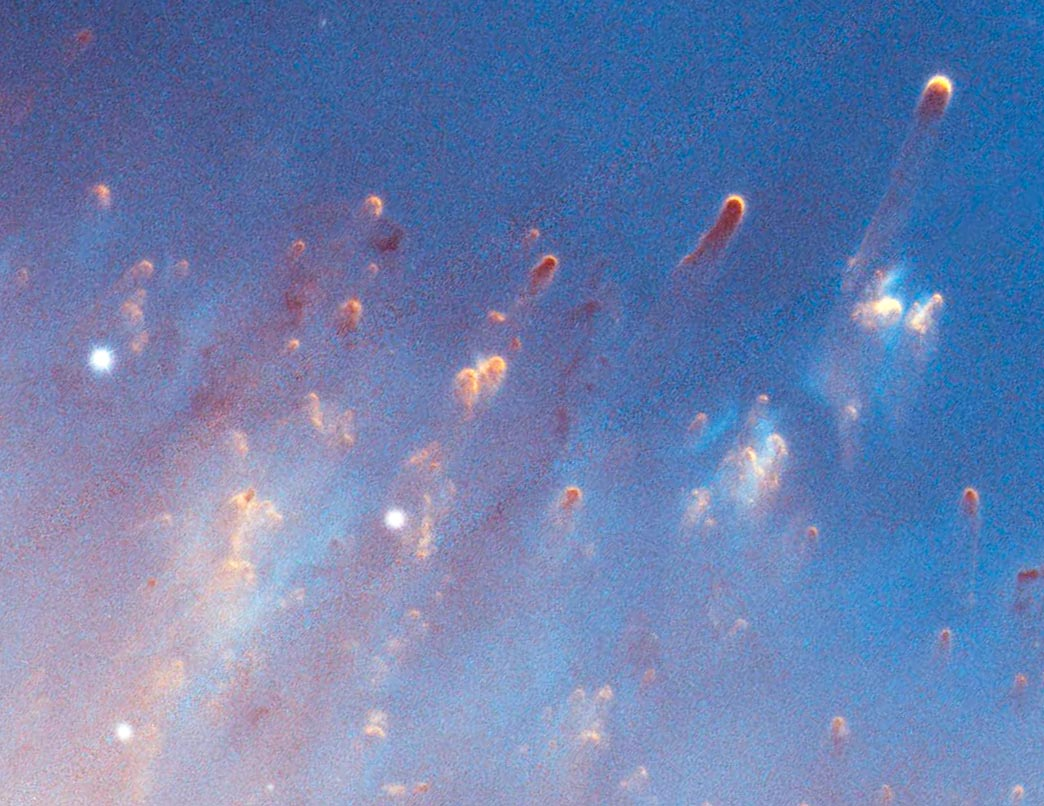
صور تفصيلية للعقد في سديم الحلزون.

كان سديم الحلزون أول سديم كوكبي يكتشف فيه مذنبات عقدية الشكل.
 تحتوي حلقته الرئيسة على عقد غازية، اكتشف مثلها في سدم قريبة. تتميز تلك العقد بأنها في شكل المذنبات ذات شكل تناظري عالي، ومكل منها يحوي رأس ناصعة خلفها ذيل، وينشأ لمعان الرأس من امتصاصها للضوء وتأينها. وتبلغ احجام تلك العقد من دون ذيولها حجم المجموعة الشمسية، وقلوبها كثيفة غير شفافة تصدر ما يسمى «ليك فوتونات» بسبب ما يسقط عليها من طاقة آتية من بقايا النجم المركزي.
 وقد قدر عدد العقد الموجودة في سديم الحلزون بنحو 20.000 عقدة.
تختلف درجة حرارة إثارة الغازات عبر سديم الحلزون. وتبلغ درجة حرارة الإثارة لحركة جزيئات الغاز الاهتزازية والدورانية نحو 1800 كلفن في العقد المذنبة الموجودة في الجزء الداخلي للهالة التي تقع على بعد نحو 5و2 دقيقة قوسية من النجم المركزي. وتنخفض درجة الحرارة بزيادة البعد عن النجم المركزي حتى تصل غلأى نحو 900 كلفن على بعد 6و5 دقيقة قوسية منه.

## وصلات خارجية
- NASA APOD – May 10، 2003 NGC 7293: The Helix Nebula
- SEDS: NGC 7293، the Helix Nebula
- NightSkyInfo.com – NGC 7293، the Helix Nebula
- Snopes.com; Helix Eye of God Urban Legend
- NASA/JPL-Caltech، The Helix Nebula نسخة محفوظة 1 يونيو 2013 على موقع واي باك مشين.
- سديم هيليكس على موقع ويكي سكاي: DSS2, SDSS, GALEX, IRAS, Hydrogen α, X-Ray, Astrophoto, Sky Map, Articles and images